# Halifax (Carolina del Nord)
Halifax és una població dels Estats Units i seu del comtat del mateix nom a l'estat de Carolina del Nord. Segons el cens del 2000 tenia 344 habitants.

## Demografia
Segons el cens del 2000, Halifax tenia 344 habitants, 103 habitatges i 73 famílies. La densitat de població era de 295,2 habitants per km².
Dels 103 habitatges en un 29,1% hi vivien nens de menys de 18 anys, en un 64,1% hi vivien parelles casades, en un 3,9% dones solteres, i en un 28,2% no eren unitats familiars. En el 26,2% dels habitatges hi vivien persones soles l'11,7% de les quals corresponia a persones de 65 anys o més que vivien soles. El nombre mitjà de persones vivint en cada habitatge era de 2,29 i el nombre mitjà de persones que vivien en cada família era de 2,76.
Per edats la població es repartia de la següent manera: un 17,7% tenia menys de 18 anys, un 15,1% entre 18 i 24, un 33,4% entre 25 i 44, un 19,2% de 45 a 60 i un 14,5% 65 anys o més.
L'edat mediana era de 36 anys. Per cada 100 dones de 18 o més anys hi havia 137,8 homes.
La renda mediana per habitatge era de 36.429 $ i la renda mediana per família de 47.917 $. Els homes tenien una renda mediana de 24.063 $ mentre que les dones 29.000 $. La renda per capita de la població era de 14.041 $. Entorn del 14,3% de les famílies i el 26% de la població estaven per davall del llindar de pobresa.

## Poblacions més properes
El següent diagrama mostra les poblacions més properes.